# Драманд (Монтана)
Драманд (енгл. Drummond) град је у америчкој савезној држави Монтана.

## Демографија
По попису из 2010. године број становника је 309, што је 9 (-2,8%) становника мање него 2000. године.
| Група             | 2000.       | 2010.       |
| Белци             | 305 (95,9%) | 297 (96,1%) |
| Афроамериканци    | 0 (0,0%)    | 1 (0,3%)    |
| Азијати           | 0 (0,0%)    | 0 (0,0%)    |
| Хиспаноамериканци | 3 (0,9%)    | 5 (1,6%)    |
| Укупно            | 318         | 309         |